# Amphinemura kiangsiensis
Amphinemura kiangsiensis är en bäcksländeart som först beskrevs av Wu, C.F. 1935.  Amphinemura kiangsiensis ingår i släktet Amphinemura och familjen kryssbäcksländor. Inga underarter finns listade i Catalogue of Life.